# Азовско-Черноморская флотилия (РПАУ)
Азо́вско-Черномо́рская флоти́лия — название формирования махновского флота, основным районом действия которого было Азовское море.

## История
Весной 1919 года махновцы заняли Бердянск, где занялись формированием военно-морского флота из приспособленных гражданских судов, на которых было установлено вооружение.
В конце апреля — начале мая 1919 года несколько промахновски настроенных матросов, неизвестно где, получили трёхдюймовую (76-мм) пушку и выступили перед Бердянским ревкомом с инициативой установить её на катере, который можно было использовать для патрулирования вод Азовского моря. Катер был в очень плохом состоянии. Вызванные для экспертизы инженеры подтвердили подозрения, что на катер пушку ставить нельзя. После второго-третьего выстрела катер гарантированно даст течь и пойдёт ко дну. Матросы же упорно утверждали обратное — катер выдержит нагрузки. В конце концов они, проигнорировав мнение инженеров, самостоятельно смонтировали на катере пушку и начали выходить в море. Практически сразу бердянский катер был приписан к штату РПАУ.
21 мая 1919 года из штаба 1-й повстанческой дивизии в связи с появлением вражеского флота у Бердянска в штаб 2-й Украинской армии была отправлена телеграмма с подписями начдива Махно и старшего помощника начальника штаба Б. Веретельника со срочной просьбой выслать в Бердянск для защиты порта и города морские пушки - малого калибра для судов и крупного калибра для береговой охраны. «Задержка может быть причиной больших осложнений», отмечал Н. Махно.
В это же время на Александровской пристани на Днепре под контролем махновцев в мае 1919 стояло три судна. Группа этих судов носила называние Азовско-Черноморской флотилии. Командиром флотилии был назначен Камчатный, который ждал только, когда П. Дыбенко со своей Крымской Красной армией выбьет белогвардейцев с Керченского полуострова, чтобы вывести корабли в устье Днепра и попробовать доставить их в Бердянск.
Однако этот план так и не удалось реализовать.